# Orgyia meridionalis
Orgyia meridionalis är en fjärilsart som beskrevs av Riotte 1974. Orgyia meridionalis ingår i släktet fjädertofsspinnare, och familjen tofsspinnare. Inga underarter finns listade i Catalogue of Life.